# Eois subcrocearia
Eois subcrocearia är en fjärilsart som beskrevs av Pieter Cornelius Tobias Snellen 1874. Eois subcrocearia ingår i släktet Eois och familjen mätare. Inga underarter finns listade i Catalogue of Life.